# Hirriusa bidentata
Hirriusa bidentata är en spindelart som först beskrevs av Lawrence 1927.  Hirriusa bidentata ingår i släktet Hirriusa och familjen snabblöparspindlar.
Artens utbredningsområde är Namibia. Inga underarter finns listade i Catalogue of Life.